# Bajó Sándor
Bajó Sándor (Alsódabas, 1832 – Lápafő, 1900. december 27.) református lelkész, honvédhadnagy.

## Élete
Szülei Bajó János alsónémedi református lelkész és Krób Mária. Hivatali utóda, V. Fejes György egy 1914-ben megjelent - 90 évvel később Töttös Gábor által részben újraközölt újságcikkében Bajó Sándor visszaemlékezése nyomán közzétette elődje hadnagyi kinevezésének történetét. Eszerint Bajó Sándor őrmester 1849. március végén, a Verbászról a Tisza mellé vonuló 3. zászlóalj második századának elővédjével, 30 fő élén Kecskemét és Nagykőrös környékén Jellasics seregének kilenc élelemszállító szekerét zsákmányolta el, 18 gyalogost és 12 lovast vágva le. A 17 éves Bajó Sándort haditettéért őrnagya előléptetésre javasolta Damjanich tábornoknak, „s két hét múlva, az isaszegi győzelem után napiparancsban jött az elismerés a kis őrmester részére a tiszti kardbojttal együtt". A teológiát - életkorából következtetve - a szabadságharc után végezte el (talán a szülőhelyéhez közeli Kecskeméten). Szolgálati helyeit pontosan nem ismerjük, mindenesetre ismeretlen időponttól - esetleg lelkésszé szentelése után már azonnal - a Baranya vármegyei Katádfán szolgált 1873-ig, majd ettől az évtől kezdve haláláig, 1900-ig Lápafőn volt lelkipásztor. Itt hunyt el végelgyengülésben 1900. december 27-én, itt is helyezték örök nyugalomra. Nyugvóhelye ma már sajnos nem ismert; a sírt valószínűleg a Lápafőn régen hagyományos, múlékony anyagú fejfa jelölhette. V. Fejes György kecskeméti születésűnek tartja. V. Fejes 1914. évi feljegyzéséből arra lehet következtetni, hogy édesanyjának és feleségének azonos családneve, unokatestvér-házassággal magyarázható.